# World Series
World Series là trận chung kết của giải Major League Baseball (MLB) tại Bắc Mỹ, bắt đầu tổ chức từ năm 1903 giữa câu lạc bộ vô địch American League (AL) và câu lạc bộ vô đich National League (NL). Đội chiến thắng được xác định qua 1 loạt trận playoff đấu 7 thắng 4 (Best of 7), đội chiến thắng sẽ nhận được Cúp Ủy viên (Commissioner's Trophy). Giải đấu được tổ chức vào tháng 10 (đôi khi kéo dài qua tháng 11), vào thời điểm mùa thu tại Bắc Mỹ.
Trước năm 1960, đội nào có thành tích thắng - thua tốt nhất sẽ được tham dự World Series. Kể từ năm 1969, 2 đội giành chức vô địch tại chung kết giải American và National League sẽ được tham dự World Series. Tính đến năm 2016, World Series đã được tổ chức 114 lần, trong đó các đội American League chiến thắng 66 lần, các đội National League chiến thắng 48 lần.
World Series gần nhất 2024 diễn ra giữa 2 đội New York Yankees và Los Angeles Dodgers. Dodgers giành chiến thắng trong 5 trận và nhận được danh hiệu thứ 8 trong lịch sử CLB.
Tại American League, New York Yankees đã tham dự 40 lần và chiến thắng 27 lần, Philadelphia/Kansas City/Oakland Athletics đã tham gia 14 lần thắng 9 lần và Boston Red Sox đã tham dự 12 lần giành chiến thắng 8 lần. Tại National League, St. Louis Cardinals đã tham dự 19 lần và thắng 11, New York/San Francisco Giants tham dự 20 lần thắng 8, Brooklyn/Los Angeles Dodgers đã tham dự 18 lần thắng 6, và  Cincinnati Reds tham dự 9 lần thắng 5. Tính đến năm 2016, chưa có đội nào giành 2 chức vô địch liên tiếp sau New York Yankees năm 1999-2000.

## Ảnh

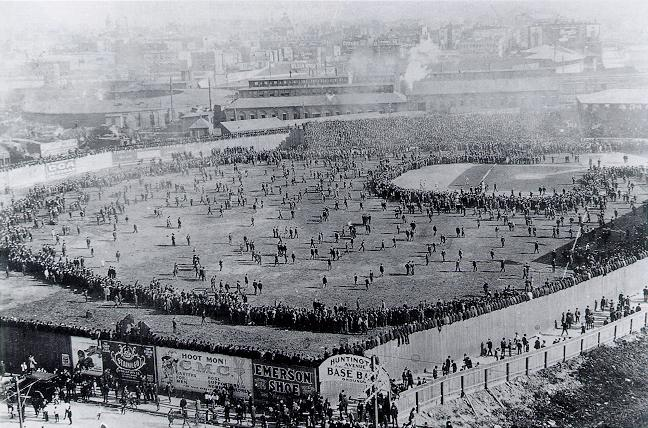
World Series 1903 tại Boston
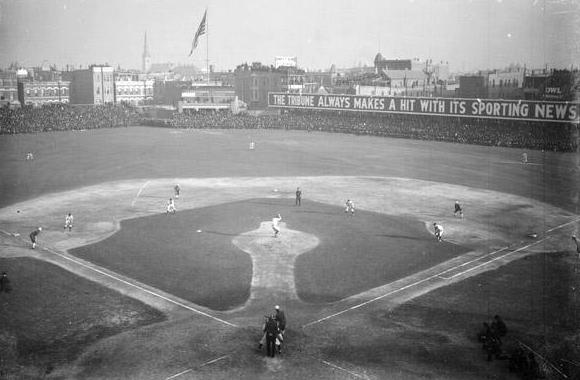
World Series 1906 tại Chicago
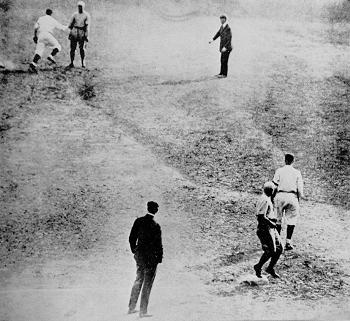
Bill Wambsganss tại 1920
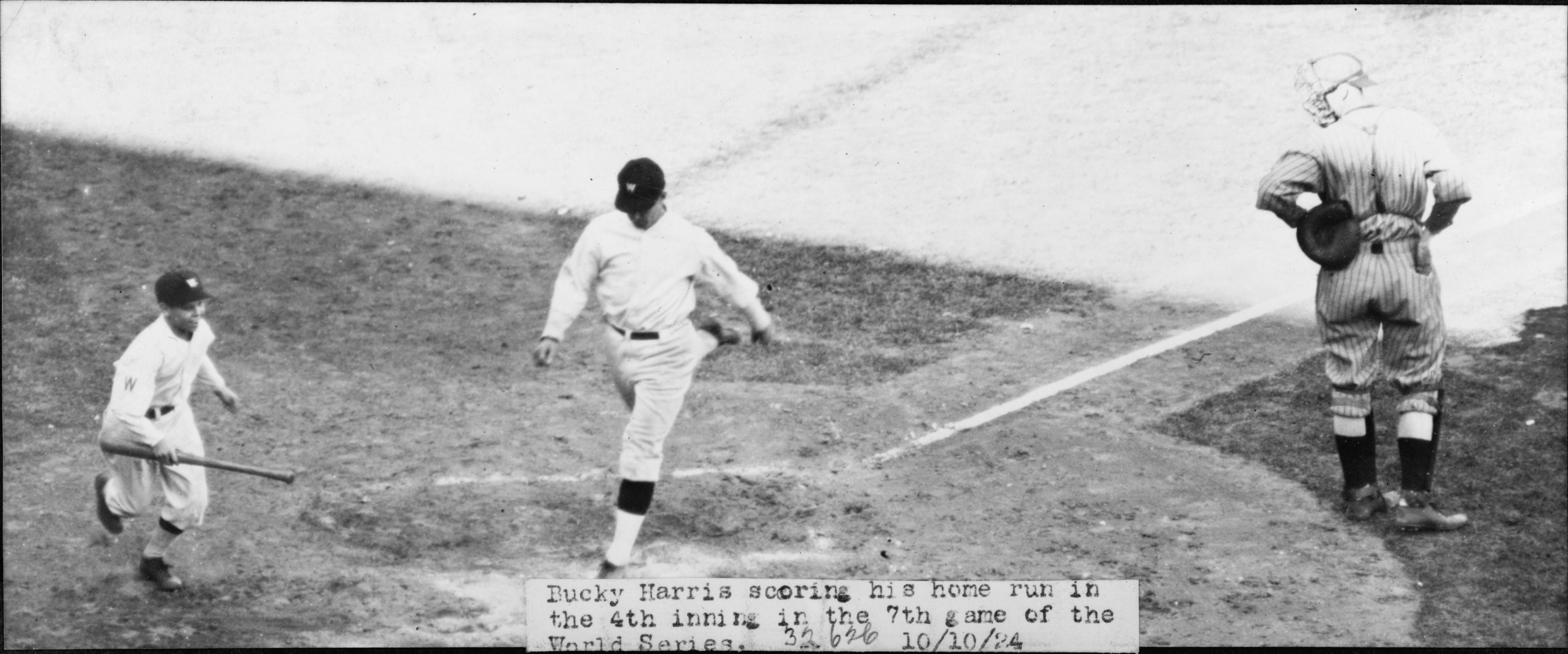
Washington's Bucky Harris ghi điểm trong trận 7 (10 tháng 10, 1924)

### Thống kê kết quả World Series theo câu lạc bộ từ 1903 tới nay
| Teams † | Số lần Thắng | Số lần Tham gia | Thắng Gần nhất | Tham gia Gần nhất |
| --- | ------------ | --------------- | -------------- | ----------------- |
| New York Yankees (AL) [trước mang tên Baltimore Orioles, Highlanders]                                                     | 27           | 41              | 2009           | 2024              |
| St. Louis Cardinals (NL)                                                                                                  | 11           | 19              | 2011           | 2013              |
| Athletics (AL) [trước mang tên Philadelphia/Kansas City/Oakland Athletics]                                                | 9            | 14              | 1989           | 1990              |
| Boston Red Sox (AL) [previously Americans]                                                                                | 9            | 13              | 2018           | 2018              |
| Los Angeles Dodgers (NL) [trước mang tên Brooklyn Bridegrooms, Superbas, Trolley Dodgers, Robins, Dodgers]                | 8            | 22              | 2024           | 2024              |
| San Francisco Giants (NL) [trước mang tên New York Gothams, Giants]                                                       | 8            | 20              | 2014           | 2014              |
| Cincinnati Reds (NL) [trước mang tên Red Stockings, Redlegs]                                                              | 5            | 9               | 1990           | 1990              |
| Pittsburgh Pirates (NL) [trước mang tên Alleghenys]                                                                       | 5            | 7               | 1979           | 1979              |
| Detroit Tigers (AL) | 4            | 11              | 1984           | 2012              |
| Atlanta Braves (NL) [trước mang tên Boston Red Stockings, Beaneaters, Doves, Rustlers, Bees, Braves and Milwaukee Braves] | 4            | 10              | 2021           | 2021              |
| Chicago Cubs (NL) [trước mang tên White Stockings, Colts, Orphans]                                                        | 3            | 11              | 2016           | 2016              |
| Baltimore Orioles (AL) [trước mang tên 1st Milwaukee Brewers and St. Louis Browns]                                        | 3            | 7               | 1983           | 1983              |
| Minnesota Twins (AL) [trước mang tên 1st Washington Nationals, Senators]                                                  | 3            | 6               | 1991           | 1991              |
| Chicago White Sox (AL) | 3            | 5               | 2005           | 2005              |
| Philadelphia Phillies (NL)                                                                                                | 2            | 8               | 2008           | 2022              |
| Cleveland Guardians (AL) [trước mang tên Bluebirds, Bronchos, Naps, Indians]                                              | 2            | 6               | 1948           | 2016              |
| Houston Astros (NL, 1962; AL, 2013) * [trước mang tên Colt .45s, thuộc NL]                                                | 2            | 5               | 2022           | 2022              |
| New York Mets (NL, 1962) *                                                                                                | 2            | 5               | 1986           | 2015              |
| Kansas City Royals (AL, 1969) *                                                                                           | 2            | 4               | 2015           | 2015              |
| Miami Marlins (NL, 1993) * [trước mang tên Florida Marlins]                                                               | 2            | 2               | 2003           | 2003              |
| Toronto Blue Jays (AL, 1977) *                                                                                            | 2            | 2               | 1993           | 1993              |
| Texas Rangers (AL, 1961) * [trước mang tên Washington Senators phiên bản 2]                                               | 1            | 3               | 2023           | 2023              |
| Arizona Diamondbacks (NL, 1998) *                                                                                         | 1            | 2               | 2001           | 2023              |
| Washington Nationals (NL, 1969) * [trước mang tên Montreal Expos, nay là Washington Nationals phiên bản 2]                | 1            | 1               | 2019           | 2019              |
| Los Angeles Angels (AL, 1961) * [trước mang tên California/Anaheim Angels và Los Angeles Angels of Anaheim]               | 1            | 1               | 2002           | 2002              |
| San Diego Padres (NL, 1969) *                                                                                             | 0            | 2               | —              | 1998              |
| Tampa Bay Rays (AL, 1998) * [trước mang tên Devil Rays]                                                                   | 0            | 2               | —              | 2020              |
| Colorado Rockies (NL, 1993) *                                                                                             | 0            | 1               | —              | 2007              |
| Milwaukee Brewers (AL, 1969; NL, 1998) * [trước mang tên Seattle Pilots (AL), currently 2nd Milwaukee Brewers]            | 0            | 1               | —              | 1982              |
| Seattle Mariners (AL, 1977) *                                                                                             | 0            | 0               | —              | —                 |

| Key to table |
| AL = American League                                                                                                  |
| NL = National League                                                                                                  |
| AL* = Chuyển sang American League sau 1960                                                                            |
| NL* = Chuyển sang National League sau 1960                                                                            |
| không cố đinh chi giải làm thành viên                                                                                 |
| † Thống kê bao gồm thành tích của CLB mang tên khác hay ở một địa phương khác trước đó [chú thích dưới tên hiện tại]. |
| Source: MLB.com |

Notes
Các đội American League (AL) đã thắng 68 trong tổng cộng 120 lần World Series từ trước tới nay (56.7%). New York Yankees là CLB giành nhiều danh hiệu World Series nhất với 27 lần, chiếm 22.5% tổng số lần tổ chức và 39.7% số danh hiệu thuộc các đội American League. Yankees cũng đại diện American League tại World Series nhiều lần nhất với 41 lần. St. Louis Cardinals CLB giành nhiều danh hiệu World Series nhiều thứ hai với 11 danh hiệu, và nhiều nhất trong số các đội National League, chiếm 22.5% tổng số lần tổ chức và 39.7% trong số 52 danh hiệu thuộc các đội National League. Tuy nhiên Brooklyn/Los Angeles Dodgers mới là đội đại diện National League tại World Series nhiều lần nhất với 22 lần. Sau khi Dodgers đánh bại Yankees tại World Series năm 2024, hai CLB trên chính thức hòa nhau về kỉ lục số trận thua, với mỗi đội trên thua serie 14 lần; lần lượt nhiều nhất trong số các đội tại chi giải National League và American League.
Yankees - Dodgers cặp đấu xảy ra nhiều lần nhất tại World Series với 12 lần. Yankees thắng 8 lần trong số đó, dù hai lần gần nhất đối đầu tại World Series (1981, 2024), phần thắng đều nghiêng về Dodgers.
Khi World Series đầu tiên diễn ra vào năm 1903, mỗi chi giải có 8 đội. 16 CLB trên đều đã vô địch ít nhất 2 World Series và còn tồn tại tới ngày nay.
Tuy nhiên tới năm 1961, MLB bổ sung 14 CLB từ đó tới nay, và tất cả số đội này, trừ Seattle Mariners, đều đã góp mặt trong ít nhất một World Series. Trong 28 lần có ít nhất một CLB bổ sung tham dự, bao gồm cả ba lần (2015, 2019, and 2023) Serie chỉ có các CLB bổ sung tham gia, các CLB bổ sung đã giành 13 chiến thắng, chiếm 46.4% số serie có đội bổ sung tham dự và 10.9% toàn bộ số lần World Series từ năm 1903. Năm 2015, lần đầu tiên World Series diễn ra với 2 CLB bổ sung tham dự giữa Kansas City Royals và New York Mets.